# Clair Alan Brown
Pour les articles homonymes, voir Brown.
Clair Alan Brown est un botaniste américain, né le 16 août 1903 à Port Allegany et mort en 1982.

## Biographie
Clair Alan Brown est le fils de Charles Melvin et de Jennie H. née Burrows. Il obtient son Bachelor of Sciences avec mention au New York State College of Forestry en 1925, puis son Master of Arts à l’université du Michigan en 1926 et son doctorat en 1934. Il se marie avec Maude Nichols le 4 septembre 1926 (celle-ci meurt en 1962).
Il entre à l’université d’État de Bâton-Rouge en 1926 et y enseigne la botanique à partir de 1944. Il exerce des fonctions de conseiller auprès d’industriels du pétrole, du papier et des industries de la filière bois.
Membre de nombreuses sociétés savantes, il est nommé président d’honneur de la 78e session extraordinaire de la Société botanique de France.

## Publications
Brown est notamment l’auteur de :
- Avec Donovan Stewart Correll (1908-1983) de Ferns and Fern Allies Trees and Shrubs (1942).
- Louisiana Trees and Shrubs (1945).
- Vegetation of the Outer Banks of North Carolina (1959).
- Palynological Techniques (1960) ainsi que de nombreux articles.

## Source
- Allen G. Debus (dir.) (1968). World Who’s Who in Science. A Biographical Dictionary of Notable Scientists from Antiquity to the Present. Marquis-Who’s Who (Chicago) : xvi + 1855 p.